# Whitfield Diffie
Bailey Whitfield 'Whit' Diffie (sinh 05 tháng 6 năm 1944) là một nhà mật mã học người Mỹ và là một trong những người tiên phong của mật mã khóa công khai.
Bài viết "hướng mới trong mã hóa" của Diffie và Martin Hellman được xuất bản vào năm 1976. Nó giới thiệu một phương pháp phân phối các khóa mật mã hoàn toàn mới, vượt xa theo hướng giải quyết cơ bản của mật mã, phân phối chính. Nó trở nên nổi tiếng với tên trao đổi khóa Diffie-Hellman. Bài báo cũng dường như kích thích sự phát triển công cộng gần như ngay lập tức của một lớp mới của các thuật toán mã hóa, thuật toán khóa đối xứng..
Sau một thời gian làm việc lâu dài tại Sun Microsystems, nơi ông trở thành một Sun Fellow, Diffie đã có hai năm rưỡi làm Phó Chủ tịch phụ trách bảo mật thông tin và mật mã tại Tổng công ty Internet cho tên miền và số (2010-2012), một học giả thỉnh giảng (2009-2010) và một hội viên (2010-2012) tại Trung tâm Spogli Viện Freeman cho an ninh quốc tế và hợp tác tại Đại học Stanford.
Whitfield Diffie và Martin Hellman được trao Giải Turing vì những ý tưởng mật mã hóa khóa công khai và chữ ký số.

## Tiểu sử
Diffie sinh tại Washington, D.C., là con trai của Justine Louise (Whitfield), một nhà văn và học giả, và Bailey Wallys Diffie, dạy lịch sử và văn hóa Iberia tại City College of New York.
Anh quan tâm đến mật mã học từ "lúc 10 tuổi khi cha cậu, một giáo sư, mang về nhà một kệ trọn bộ mật mã của Thư viện City College ở New York."
Ông đã có bằng cử nhân khoa học về toán học từ Học viện Công nghệ Massachusetts năm 1965. Từ năm 1965-1969, ông làm việc cho MITRE Corporation. Ông đã nghiên cứu ở Đại học Stanford. Ông nhận bằng tiến sĩ danh dự từ Học viện Công nghệ Liên bang Thụy Sĩ Zürich năm 1992.

## Tác phẩm xuất bản
- Privacy on the Line cùng Susan Landau (1998).[6]
- New directions in cryptography cùng Martin Hellman (1976).[7]